# Estación de Alto de Extremadura
Alto de Extremadura es una estación de la línea 6 del Metro de Madrid situada bajo el Paseo de Extremadura, a la altura del cruce con la calle de Francisco Brizuela. Se halla situada en el extremo superior del barrio de Puerta del Ángel, en el distrito de Latina.
Del 31 de mayo al 5 de septiembre de 2025, la estación permanece cerrada por el cierre del arco oeste Moncloa-Méndez Álvaro, cortado por obras de automatización de línea. Se establece un Servicio Especial de autobús gratuito entre ambas estaciones.

## Historia y características
La estación abrió al público junto con el tramo que cerraba el círculo de la línea 6 entre Laguna y Ciudad Universitaria el 10 de mayo de 1995.
La estación dispone de cabina telefónica, expendedor de billetes, cajero automático, sin embargo no cuenta con acceso para personas con movilidad reducida, carece de ascensores. Hay tres tramos de escaleras para acceder a los andenes desde el vestíbulo.
Desde el 4 de julio de 2015,  la estación estuvo cerrada por obras de mejora de las instalaciones entre las estaciones de Puerta del Ángel y Oporto. El servicio se restableció el 13 de septiembre de 2015.

## Accesos
Vestíbulo Alto de Extremadura
- Pza. Alto de Extremadura Pº de Extremadura, 158
- Francisco Brizuela Pº de Extremadura, 147

## Líneas y conexiones

### Metro
| << cabecera | < estación       | línea | estación > | cabecera >> |
| ----------- | ---------------- | ----- | ---------- | ----------- |
| Circular    | Puerta del Ángel |       | Lucero     | Circular    |

### Autobuses
| Diurnos   |                               |                                               |
| Línea     | Destino                       | Parada                                        |
| 31        | Aluche                        | 879 ALTO DE EXTREMADURA (Pº Extremadura, 158) |
| 33        | Casa de Campo                 | 879 ALTO DE EXTREMADURA (Pº Extremadura, 158) |
| 36        | Campamento                    | 879 ALTO DE EXTREMADURA (Pº Extremadura, 158) |
| 39        | Colonia San Ignacio de Loyola | 879 ALTO DE EXTREMADURA (Pº Extremadura, 158) |
| 65        | Colonia Gran Capitán          | 879 ALTO DE EXTREMADURA (Pº Extremadura, 158) |
| 31        | Plaza Mayor                   | 880 ALTO DE EXTREMADURA (Pº Extremadura, 147) |
| 33        | Príncipe Pío                  | 880 ALTO DE EXTREMADURA (Pº Extremadura, 147) |
| 36        | Atocha                        | 880 ALTO DE EXTREMADURA (Pº Extremadura, 147) |
| 39        | Plaza de España               | 880 ALTO DE EXTREMADURA (Pº Extremadura, 147) |
| 65        | Plaza de Jacinto Benavente    | 880 ALTO DE EXTREMADURA (Pº Extremadura, 147) |
| Nocturnos |                               |                                               |
| Línea     | Destino                       | Parada                                        |
| N19       | Colonia San Ignacio de Loyola | 879 ALTO DE EXTREMADURA (Pº Extremadura, 158) |
| N19       | Plaza de Cibeles              | 880 ALTO DE EXTREMADURA (Pº Extremadura, 147) |